# فارسی اول دبستان (بنویسیم)
کتاب فارسی اول دبستان، فارسی بنویسیم کتابی است درسی و آموزشی که توسط اداره کل چاپ و توزیع کتابهای درسی منتشر شده‌است. این کتاب درسی به آموزش نوشتاری زبان فارسی پایهٔ اول دبستان اختصاص یافته‌است. کتاب شامل ۹ فصل است.